# 下北地方
| 下北地域県民局の管轄域のデータ |                                                 |
| 面積                           | 1415.59 km2 （全県比：14.7%） （2010年10月1日） |
| 国勢調査                       | 79,543 人 （全県比：5.8%） （2010年10月1日）    |
| 推計人口                       | 61,722 人 （全県比：5.3%） （2025年3月1日）     |

青森県 地域区分図
■：下北地方

下北地方（しもきたちほう）は、青森県の地方名のひとつ。

## 分類
江戸時代には、現在の下北半島および同半島基部に広がる地域は北郡に属し、南部氏（盛岡藩および七戸藩）の支配下にあった。1878年（明治11年）7月22日に同郡は下北郡（下北半島北部）と上北郡（下北半島南部から基部）に分割された。
「下北地方」は、このとき成立した下北郡の範囲を指す場合と、下北半島全体を指す場合とがある。

### 旧・下北郡域
旧・下北郡域にあたるむつ市と下北郡（東通村、風間浦村、大間町、佐井村）の市町村を指して「下北地方」という。かつては宇曽利郷と呼ばれていた。青森県庁の下北地域県民局もこの範囲を管轄域としていた（2025年（令和7年）3月31日で各地域県民局は廃止された）。　　　　
むつ市田名部を中心に、下北郡は次の3つに分けられる。
- 東通り：東通村
- 西通り：むつ市川内町、むつ市脇野沢
- 北通り：むつ市大畑町、風間浦村、大間町、佐井村

### 下北半島
下北半島全体をさして「下北地方」ということがある。この場合、上北郡の横浜町、野辺地町の一部、六ヶ所村も含む。